# 大报国慈仁寺

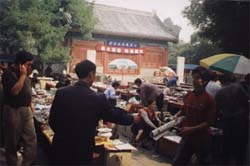
北京报国寺文化市场

大报国慈仁寺曾是位于北京市西城区的寺庙，在广安门内大街路北。该寺先后有慈仁寺、大报国慈仁寺等名，当地居民以报国寺相称。
报国寺曾有七进院落，七层殿堂，后有毗卢阁，为当时北京南城最大庙宇。

## 历史
报国寺始建于辽代，明代初坍塌毁坏。
成化二年（1466年），皇帝降旨重修该寺，赐名慈仁寺。
1679年，受京师大地震影响，寺院大部分建筑坍塌。清乾隆十九年（1754年）得以重修，获乾隆帝赐名大报国慈仁寺。
1900年，因义和团在此寺设坛，被八国联军用炮轰毁。
抗日战争时期，北平沦陷，报国寺和顾亭林先生祠被日军占为军需库。日本投降后，此处被河北省田赋粮食管理处用作粮库。
1984年5月24日，报国寺及顾亭林祠被列入北京市第三批市级文物保护单位。
1997年，报国寺内举办了首届全国钱币博览会，同时报国寺收藏市场也正式宣布开业。
2006年，报国寺被列为第六批全国重点文物保护单位。
2019年11月25日，报国寺收藏品市场有限公司发布通知，于次年1月停办。负责人表示未来报国寺将会改为爱国主义教育活动场所重新向公众开放。

## 顾亭林祠
1668年，学者顾炎武移居报国寺西院。
1843年，何绍基、张穆等人开始募金将西院改为顾亭林祠。该祠于1845年落成，用于儒臣学子聚会社交场所。1863年，该祠获得重修，并由御史朱琦撰写《顾亭林先生祠记》，刻碑留于祠内。
中华民国时，王式通等人倡议筹资亟需修葺的顾亭林祠。1921年，修葺完成后徐世昌总统亲自撰文刻碑《重修亭林先生祠记》，此文亦刻碑留于祠内。
现如今该祠已不可见，只余《顾亭林先生祠记》和《重建顾亭林先生祠记》两块碑文记载当年旧事。